# Lonnerstadt
Lonnerstadt è un comune tedesco di 1 982 abitanti, situato nel land della Baviera.